# Köves-Tunguszka
A Köves-Tunguszka (oroszul: Подкаменная Тунгуска) folyó Közép-Szibériában, Oroszország Irkutszki területén és Krasznojarszki határterületén. A Jenyiszej harmadik legnagyobb, jobb oldali mellékfolyója.

## Neve
Nevének magyar fordítása nem pontos, szó szerinti fordítása ugyanis: 'Kő alatti-Tunguszka'. Az eredetmagyarázat szerint a folyó a „kő”, vagyis az Oszinovszkij Porog (Oszinovói Küszöb) nevű sziklaképződmény (zúgó) alatt ömlik a Jenyiszejbe.
Nevének második tagja a тунгус, tunguz népnévből származik.

## Földrajz
Hossza: 1865 km, vízgyűjtő területe: 240 000 km², évi közepes vízhozama: 1750 m³/s. Csaknem egész hosszában a Krasznojarszki határterület részét képező Evenkiföldön folyik. Völgyét a nagy kiterjedésű Közép-tunguz-felföld választja el a Jenyiszejbe jóval északabbra ömlő Alsó-Tunguszkától.
A Köves-Tunguszka hosszabbik forrásága, a Katanga az Angara-hegyvonulat északnyugati oldalán ered és széles, mély völgyben folyik. Másik forrásága, a Tetere torkolatától keskeny völgyben halad tovább, sziklás medrében sok a zúgó és a zátony. Északnyugati irányban átszeli a Közép-tunguz-felföldet, itt is nagyrészt hegyi jellegű folyó, gyakran szűk völgyben, magas partok között halad. Poligusz településtől nyugat felé folyik tovább, 250 km-re a torkolattól völgye kb. 20 km-esre szélesedik, és egy nagyívű kanyar után a folyó a róla elnevezett Podkamennaja Tunguszka falunál ömlik a Jenyiszejbe.
Főként olvadékvizek táplálják, a nyári csapadéknak ebből a szempontból jóval kisebb szerepe van. Évi közepes vízhozama a torkolatnál 1750 m³/s, a legnagyobb kb. 35 000 m³/s. Magasvize május közepétől egy hónapig, alsó folyásán ennél tovább tart. Nyáron vízszintje alacsony, de alkalmanként ilyenkor is megárad. A jégképződés október közepén kezdődik, október végétől május közepéig a folyó befagy; alsó szakaszán a jég vastagsága március végén kb. 80 cm. A tavaszi jégzajlás 5-10 napig tart és erős jégtorlaszképződéssel jár. 
Magasvíz idején a nagyobb hajók a torkolattól 570 km-re fekvő Bajkit faluig jutnak fel, följebb a hajózást zúgók, zuhatagok teszik veszélyessé. A nyári alacsony vízállás még az alsó szakaszon is csupán 2-4 m.

### Mellékfolyói
- jobbról a Tetere (486 km) és a Csunya (727 km),
- balról a Kamo (339 km) és a Belmo vagy Velmo, (torkolatától kb. 10 km-re találhatók a Köves-Tunguszka híres zuhatagai).

## Települések, ásványi kincsek
A folyón nagyobb városok nincsenek. A kisebb települések közül megemlíthető a felső szakaszon Vanavara, a középsőn Bajkit (4000 fő) és a torkolatnál Podkamennaja Tunguszka. Vanavara nevét a körzetében 1908-ban állítólag becsapódott meteoritdarab tette híressé.
Közép-Szibériának ezen a vidékén, részben a két Tunguszka-folyó vízgyűjtőjén található a Föld egyik legnagyobb kiterjedésű szénmedencéje. A Köves-Tunguszka medencéjében gazdag vasérctelepeket tártak fel, és számottevő foszforitkészletek is vannak.

## Természetvédelem
A folyó mentén két helyen létesült természetvédelmi terület.
- A Közép-szibériai Természetvédelmi Területet a Középső-Jenyiszej völgyében, a folyó mindkét partján alakították ki 1985-ben, a következő évben bioszféra rezervátummá nyilvánították. Délkeleti határán a Köves-Tunguszka völgyének 12 km-nyi szakasza (a "tunguszkai kőoszlopok" néven ismert rész) is a védett területhez tartozik.

- A Tunguszkai Természetvédelmi Területet főként az 1908-as meteorit-becsapódás hatásának tanulmányozására és természeti környezetének megóvása céljából alapították 1995-ben. A Köves-Tunguszka felső szakasza és a Csunya-folyó közötti védett terület nagysága közel 300 000 hektár, legmagasabb pontja 522 m.